# Receptor witaminy D
Receptor witaminy D (ang. Vitamin D Receptor, VDR)  – receptor, należący do rodziny receptorów jądrowych (NR1I1) i spełniający funkcję czynnika transkrypcyjnego. Po aktywacji ligandem, którym jest
kalcytriol – aktywna postać witaminy D3, receptor witaminy D ulega heterodimeryzacji z receptorem RXR, co powoduje zmianę jego konformacji przestrzennej.
Następnie heterodimer wiąże się odpowiednimi miejscami promotorowymi zależnych od witaminy D genów. Dołączające się jądrowe białka koregulatorowe aktywują lub hamują transkrypcję genów.
Ludzki receptor witaminy D kodowany jest przez gen VDR.
Receptory witaminy D znaleziono w wielu tkankach, gdzie pełnią szereg różnych funkcji, także niezwiązanych z regulacją gospodarki wapniowo-fosforanowej i utrzymaniem prawidłowej budowy i funkcji kośćca. VDR wpływa na proliferację i różnicowanie komórek, a także funkcjonowanie układu immunologicznego.
Najważniejszym schorzeniem związanym z defektem receptora VDR jest krzywica oporna na witaminę D typu II, która spowodowana jest mutacjami genu kodującego ten receptor.
Kalcytriol wpływa na ekspresję wielu genów, m.in.:
- wpływ hamujący
  - IL-2, IL-12, TNF-α, TNF-γ, GM-CSF
  - PTH, PTHrP
  - EGF-R
- wpływ aktywujący
  - RANKL
  - osteokalcyna, osteopontyna
  - anhydraza węglanowa